# Chad Gallagher
Chad Austin Gallagher (Rockford, 30 maggio 1969) è un ex cestista statunitense, professionista nella NBA, in Spagna, Francia e Argentina.

## Carriera
È stato selezionato dai Phoenix Suns al secondo giro del Draft NBA 1991 (32ª scelta assoluta).